# Franz Racher
Franz Racher, magyarosan: Racher Ferenc (Féltorony, 1730. június 8. – Linz, 1800. október 7.) Jézus-társasági áldozópap és tanár.

## Élete
1746. október 17-én lépett a rendbe; a matematika tanára volt Klagenfurtban és Görzben, majd a természettan tanára 1767-től Linzben, ahol a rend eltöröltetése (1773) után is megmaradt tanárnak. Később linzi kanonok lett és ott is hunyt el.
Német munkájának címét Stoeger latinul adja: Sermo in restauratione studiorum. Lincii, 1786.